# Oregon Route 226
Az Oregon Route 226 (OR-226) egy oregoni állami országút, amely kelet–nyugati irányban a 22-es út mehamai elágazásától Lyonson és Sción át a 20-as szövetségi országút crabtree-i csomópontjáig halad.
A szakasz Albany–Lyons Highway No. 211 néven is ismert.

## Leírás
A szakasz a 22-es út mehamai elágazásánál kezdődik. Dél felé indulva először keresztezi a Willamette-folyót, majd Lyonson áthaladva egy vasúti átjáró után jobbra fordul. Délnyugati irányban először Jordant érinti, majd a Thomas-patakon ível át. A pálya ezután Scio belvárosába érkezik; itt jobbra kanyarodva Stayton érhető el, a főút pedig balra, délnek folytatódik. Az útvonal enyhe délnyugati kanyart véve nyugat felé fordul, majd Crabtree-t és a Santiam-folyót érintve a 20-as szövetségi országútba torkollik.